# Pozdrowienie ludu
Pozdrowienie ludu – w chrześcijańskiej liturgii jest to akt personalny, wyrażający szacunek i uznanie. Za wzór dzisiejszych pozdrowień liturgicznych uznaje się słowo barakah (błogosławić).  W Antiochi i Konstantynopolu utrwalały się takie formy jak: „pokój wam”, „pokój wszystkim”. Natomiast chrześcijaństwo zachodnie używało głównie formy „Pan z wami” (Dominus vobiscum), zaś odpowiedzią było „i z duchem twoim” (et cum spiritu tuo). Pozdrowienie na początku mszy pełni przede wszystkim funkcję psychologiczną, i ma na celu stworzenie poczucia jedności wśród zgromadzonej wspólnoty. Mszał Rzymski zezwala na używanie następujących form pozdrowienia zgromadzonych:
- "Miłość Boga Ojca, łaska naszego Pana Jezusa Chrystusa i dar jedności w Duchu Świętym niech będą z wami wszystkimi."

Wierni: "I z duchem twoim."
- "Łaska i pokój od Boga, naszego Ojca, i od Pana Jezusa Chrystusa niech będą z wami."

Wierni: "I z duchem twoim."
- "Łaska i pokój od Tego, który jest i który był, i który przychodzi, niech będą z wami."

Wierni: "I z duchem twoim."
- "Łaska naszego Pana Jezusa Chrystusa niech będzie z wami."

Wierni: "I z duchem twoim."
- "Pan z wami."
- Jeżeli mszy przewodniczy biskup, to powinien użyć formy: "Pokój z wami."

Lud odpowiada: "I z duchem twoim."